# Tour Bismarck de Salzgitter
Pour les articles homonymes, voir Tour Bismarck (homonymie).

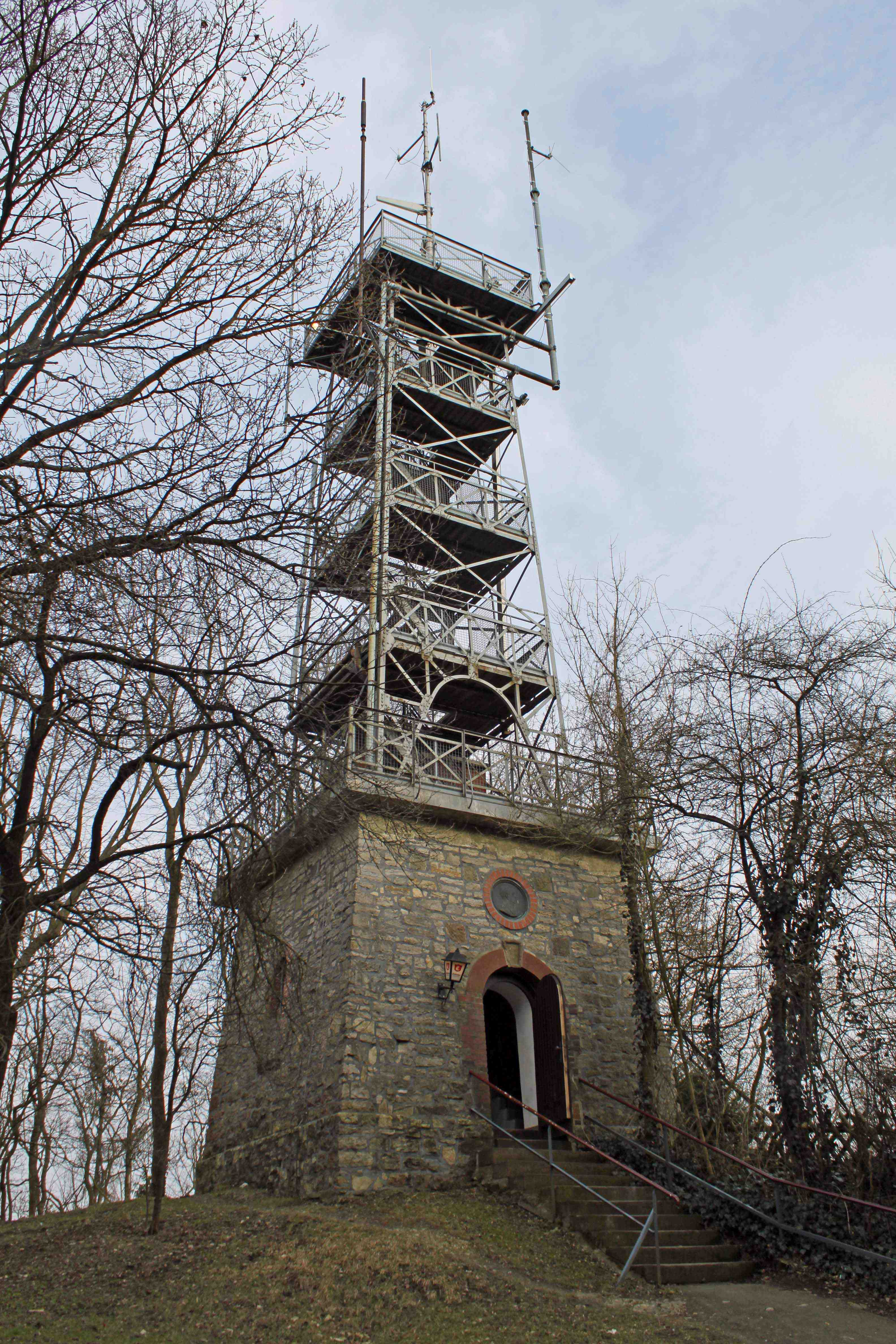
Tour Bismarck de Salzgitter (2010)

La tour Bismarck de Salzgitter est une tour d'observation construite en 1899 et 1900 sur le Hamberg, une montagne d'une hauteur de 272 mètres près de Salzgitter en Basse-Saxe (Allemagne). Cette tour Bismarck consiste en une base construite en pierre d'une hauteur de 5 mètres sur laquelle est construite une tour en acier d'une hauteur de 12 mètres.
Un des étages de la tour reprend des poutrelles en arc comme celle de la tour Eiffel. La tour a été restaurée en 1990 et en 2002.